# Raphael Nguyễn Văn Diệp
Raphael Nguyễn Văn Diệp (1926–2007) là một Giám mục của Giáo hội Công giáo tại Việt Nam. Ông từng đảm trách vai trò giám mục phó Giáo phận Vĩnh Long trong khoảng thời gian kéo dài 25 năm, từ năm 1975 đến khi hồi hưu năm 2000. Khẩu hiệu của ông là: Hãy tỉnh thức và cầu nguyện.

## Thân thế và tu tập
Giám mục Raphael Nguyễn Văn Diệp sinh ngày 20 tháng 10 năm 1926 tại xã Long Thới, huyện Chợ Lách, tỉnh Bến Tre thuộc họ đạo Cái Nhum, giáo phận Vĩnh Long. Từ thuở nhỏ, cậu bé Diệp đã có chí hướng đi tu, để thực hiện việc đó, cậu gia nhập Tiểu chủng viện Sài Gòn vào ngày 9 tháng 8 năm 1938, khi chưa tròn 12 tuổi. Tốt nghiệp Tiểu chủng viện, cậu được vào Đại chủng viện Thánh Giuse Sài Gòn ngày 13 tháng 8 năm 1948 và học tại đây hai năm. Chủng sinh Nguyễn Văn Diệp được giám mục giáo phận cho đi du học Roma tại Học viện Giáo hoàng Urbano trong vòng bốn năm từ năm 1951 đến 1955.

## Thời kì làm linh mục
Trong thời gian tu học, chủng sinh Nguyễn Văn Diệp đã được thụ phong linh mục ngày 7 tháng 12 năm 1954 tại Roma. Sau khi thụ phong Linh mục, ông rất tích cực trong việc mục vụ giáo xứ: ông lần lượt đảm nhận các chức vụ: linh mục quản xứ Cái Đôi và Bến Giá từ năm 1955 đến 1956, linh mục phó và Chính xứ giáo họ Bải Xan từ năm 1956 đến 1961.
Năm 1960, linh mục Nguyễn Văn Diệp được bổ nhiệm làm Giám đốc Trung tâm Công giáo Giáo phận Vĩnh Long, ông giữ chức vụ này đến năm 1964 thì được điều chuyển làm Giám đốc Trung tâm Truyền giáo Giáo phận Vĩnh Long kiêm linh mục Chính xứ Họ đạo Cầu Vòng và ông giữ chức vụ này đến năm 1975.

## Giám mục
Ngày 15 tháng 8 năm 1975, Tòa Thánh bổ nhiệm linh mục Nguyễn Văn Diệp, hiện là Giám đốc Trung Tâm Truyền giáo Giáo phận Vĩnh Long, làm giám mục Giám mục phó giáo phận này, với tước vị giám mục hiệu tòa Tubusuptu với quyền kế vị Giám mục Giacôbê Nguyễn Văn Mầu. Lễ tấn phong diễn ra ngay trong ngày, do Chủ phong là Giám mục chính tòa Giáo phận Vĩnh Long Giacôbê Nguyễn Văn Mầu, hai giám mục phụ phong cho Tân giám mục là Giám mục Emmanuel Lê Phong Thuận, giám mục Phó Giáo phận Cần Thơ và giám mục Anrê Nguyễn Văn Nam, giám mục Phó Giáo phận Mỹ Tho.
Trong cương vị giám mục phó, Nguyễn Văn Diệp vẫn tiếp tục việc thi hành các công tác mục vụ họ đạo tại Cầu Vòng cho đến năm 2000. Sau khi Toà Thánh đã chấp nhận đơn nghỉ hưu, ông nghỉ hưu tại Dòng Đồng Công Thủ Đức. Sức khỏe ông lúc nào cũng không được tốt.
Ngày 27 tháng 5 năm 2000, Toà thánh đã chấp nhận đơn xin nghỉ hưu của giám mục Diệp khi ông được 75 tuổi, sau 25 năm trong cương vị Giám mục phó Giáo phận Vĩnh Long. Cùng với việc loan báo tin này, Tòa Thánh bổ nhiệm linh mục Tôma Nguyễn Văn Tân làm giám mục Phó thay thế ông.
Ngày 17 tháng 12 năm 2007, Giám mục Tôma Nguyễn Văn Tân cử đại diện đến gặp Bề trên dòng Đồng Công là linh mục Gioan Maria Đoàn Phú Xuân. Linh mục Xuân đồng thuận vấn đề giám mục Diệp qua đời sẽ được an táng tại Vĩnh Long. Tuy vậy, hai ngày sau đó, linh mục Xuân báo về việc ý định của giám mục Diệp là được an táng tại Đồng Công. Giám mục Nguyễn Văn Diệp từ trần lúc 21 giờ 30 ngày 20 tháng 12 năm 2007 tại Bệnh viện Nguyễn Tri Phương, Thành phố Hồ Chí Minh. Thánh lễ an táng được cử hành ngày 24 tháng 12 năm 2007, do Giám mục chính tòa Giáo phận Vĩnh Long Tôma Nguyễn Văn Tân chủ tế, tại Nhà thờ chính tòa Vĩnh Long và thi hài cố giám mục được mai táng tại Đài Đức Mẹ nhà thờ chính toà Vĩnh Long.

## Tông truyền
Giám mục Raphael Nguyễn Văn Diệp được tấn phong giám mục năm 1975, thời Giáo hoàng Phaolô VI, bởi:
- Chủ phong: Giám mục Giacôbê Nguyễn Văn Mầu, giám mục chính tòa giáo phận Vĩnh Long.
- Hai vị Phụ phong: giám mục phó giáo phận Cần Thơ Emmanuel Lê Phong Thuận và giám mục Anrê Nguyễn Văn Nam, giám mục phó giáo phận Mỹ Tho.

Giám mục Raphael Nguyễn Văn Diệp là Giám mục phụ phong trong nghi thức truyền chức giám mục:
- Năm 2000, giám mục Tôma Nguyễn Văn Tân, hiện đang là cố giám mục chính tòa giáo phận Vĩnh Long.

Giám mục Raphael Nguyễn Văn Diệp là giám mục truyền chức phó tế cho giám mục:
- Năm 1993, chủng sinh Phêrô Huỳnh Văn Hai, hiện đang là giám mục chính tòa giáo phận Vĩnh Long.